# Tsintaosaurini
Tsintaosaurini es una tribu de dinosaurios ornitópodos hadrosaurinos que vivieron en el Cretácico Superior (hace aproximadamente 70 y 65 millones de años, en el Maastrichtiense), en Europa y Asia.

## Descripción
Se define como el clado más exclusivo que contiene a Tsintaosaurus spinorhinus y al Pararhabdodon isonensis. Los restos de los miembros de esta tribu eran muy enigmáticos, Tsintaosaurus fue reconstruido originalmente con una cresta craneal que recordaba al cuerno de un unicornio. La cresta, tal como se preservó, consiste de un proceso de cerca de cuarenta centímetros de largo, sobresaliendo casi verticalmente desde la parte posterior del hocico. Una nueva reconstrucción fue presentada en 2013, por Prieto-Márquez y Wagner y se basó en la identificación del ejemplar IVPP V829, un premaxilar, como perteneciente a Tsintaosaurus, llevando a la conclusión de que el hueso en forma de espina era solo la parte posterior de una cresta craneal más grande que empezaba desde la punta del hocico. Por otra parte, Pararhabdodon fue considerado un iguanodóntido basal, relacionado con Rhabdodon, pero gracias a otros análisis filogenéticos de Prieto-Márquez en el 2006 se demostró que era un lambeosaurino basal.